# Effetto Compton

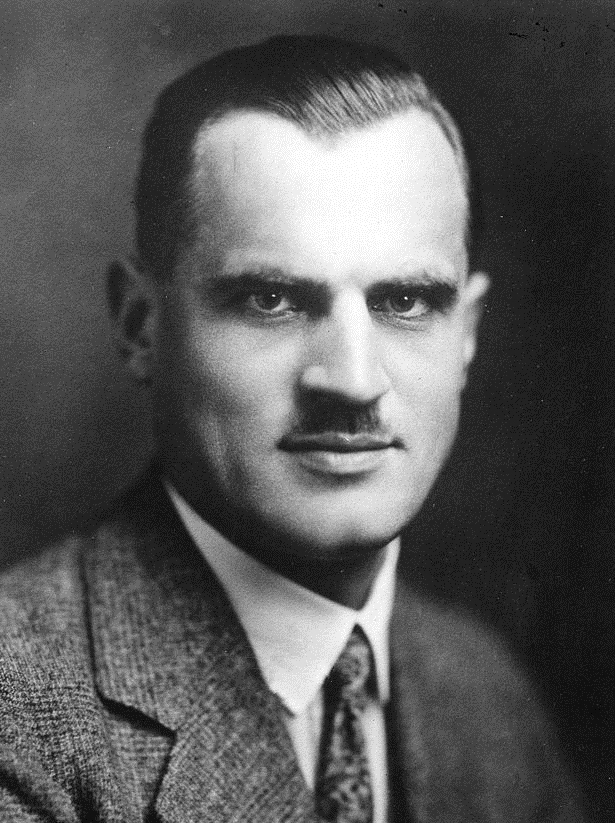
Arthur Compton

La diffusione Compton (o effetto Compton, Compton scattering) è un fenomeno di scattering interpretabile come un urto tra un fotone (inteso come particella) e un elettrone. Il fenomeno, osservato per la prima volta da Arthur Compton nel 1922, divenne ben presto uno dei risultati sperimentali decisivi in favore della descrizione quantistica della radiazione elettromagnetica.

## L'esperimento
L'esperimento di Compton consisteva nell'invio di un fascio collimato di fotoni (raggi X con λ = 0,0709 nm) su un bersaglio di grafite, e nell'osservazione dello spettro dei fotoni diffusi e, quindi, della loro lunghezza d'onda (λ).
I fotoni del fascio primario utilizzati erano i raggi X prodotti da una sorgente di molibdeno nell'intervallo che va da 0,7 a 0,025 Å di lunghezza d'onda, e i raggi gamma prodotti da una sorgente di Radio C (fra gli 0,5 ed i 3,5 MeV). I bersagli erano costituiti da schermi di grafite per i raggi X e di ferro, alluminio, o paraffina per i raggi gamma.
Quello che vide Compton fu che, oltre all'emissione di fotoni della stessa λ, vi erano anche raggi X di lunghezza d'onda maggiore (in media di 0,0731 nm), e quindi di frequenza (f) minore (meno energetici). Inoltre l'aumento assoluto della lunghezza d'onda della radiazione diffusa, per un qualsiasi angolo di diffusione, era indipendente dalla lunghezza d'onda della radiazione incidente.

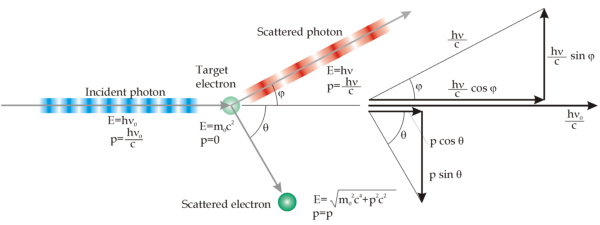
Diffusione di un fotone da parte di un elettrone e diagramma vettoriale delle componenti dei momenti di fotoni e elettrone

## Interpretazione
La diffusione di onde elettromagnetiche di lunghezza d'onda maggiore rispetto a quella iniziale non è spiegabile con la teoria classica dell'elettromagnetismo. Per spiegare questo effetto, Compton riprese quindi la teoria quantistica della luce di Einstein, pensando ai fotoni come a particelle che, seppur prive di massa a riposo, sono dotate di una certa quantità di moto. Quindi i fotoni incidenti, urtando contro gli elettroni presenti negli atomi del bersaglio, cedono loro parte della propria energia.
Dal punto di vista matematico, quindi, si impostano le equazioni di un urto tra un fotone, inteso come particella dotata di energia e di quantità di moto, e un elettrone. Detti φ e θ gli angoli di cui la direzione del fotone e quella dell'elettrone sono deflesse rispetto alla direzione della radiazione incidente e dette {\displaystyle \nu _{0}} e {\displaystyle \nu } le frequenze iniziale e finale del fotone, si imposta un sistema di equazioni che tenga conto della conservazione della quantità di moto:
{\displaystyle 1)\ \ \ \ {\frac {h\nu _{0}}{c}}={\frac {h\nu }{c}}\cos \varphi +mv\cos \theta }
{\displaystyle 2)\ \ \ \ 0={\frac {h\nu }{c}}\sin \varphi -mv\sin \theta }
e della conservazione dell'energia:
{\displaystyle 3)\ \ \ \ h\nu _{0}+m_{0}c^{2}=h\nu +mc^{2}}
dove v è la velocità dell'elettrone uscente, h la costante di Planck, c la velocità della luce, {\displaystyle m_{0}} la massa a riposo dell'elettrone ed
{\displaystyle 4)\ \ \ \ m={\frac {m_{0}}{\sqrt {1-{\frac {v^{2}}{c^{2}}}}}}}
la massa relativistica.
Risolvendo il sistema di equazioni si ottiene una formula che mette in relazione la differenza fra la lunghezza d'onda ({\displaystyle \lambda =c/\nu }) iniziale e finale del fotone, con l'angolo di scattering {\displaystyle \phi }.
Indicando con {\displaystyle p=mv} la quantità di moto e moltiplicando per {\displaystyle c} la 1) e la 2) scriviamo:
{\displaystyle {\begin{cases}pc\cos \theta =h\nu _{0}-h\nu \cos \varphi \\pc\sin {\theta }=h\nu \sin {\varphi }\end{cases}}}
elevando al quadrato e sommando membro a membro eliminiamo i termini che contengono l'angolo {\displaystyle \theta } :
{\displaystyle 5)\ \ \ \ \ p^{2}c^{2}=\ (h\nu _{0})^{2}-\ 2h^{2}\nu _{0}\nu \cos \varphi +(h\nu )^{2}}
Scriviamo la 3) nella forma:
{\displaystyle h\nu _{0}+m_{0}c^{2}-h\nu =mc^{2}}
eleviamo al quadrato ottenendo:
{\displaystyle 6)\ \ \ \ (h\nu _{0})^{2}+m_{0}^{2}c^{4}+(h\nu )^{2}+2h\nu _{0}m_{0}c^{2}-2h^{2}\nu _{0}\nu -2m_{0}c^{2}h\nu =m^{2}c^{4}}
Riscriviamo la 4) come
{\displaystyle \ \ \ \ m^{2}c^{4}=m_{0}^{2}c^{4}+m^{2}v^{2}c^{2}}
e sostituiamo nella 6), semplificando e ponendo {\displaystyle p=mv}:
{\displaystyle (h\nu _{0})^{2}+(h\nu )^{2}+2h\nu _{0}m_{0}c^{2}-2h^{2}\nu _{0}\nu -2h\nu m_{0}c^{2}=p^{2}c^{2}}
sostituiamo nella 5) e semplifichiamo:
{\displaystyle 2h\nu _{0}m_{0}c^{2}-2h^{2}\nu _{0}\nu -2h\nu m_{0}c^{2}=-2h^{2}\nu _{0}\nu \cos \varphi }
dividiamo per {\displaystyle 2h^{2}c^{2}}:
{\displaystyle {\frac {m_{0}\nu _{0}}{h}}-{\frac {\nu _{0}\nu }{c^{2}}}-{\frac {m_{0}\nu }{h}}=-{\frac {\nu _{0}\nu }{c^{2}}}\cos \varphi }
raccogliamo e scriviamo {\displaystyle \nu =c/\lambda }:
{\displaystyle {\frac {m_{0}c}{h}}\left({\frac {1}{\lambda _{0}}}-{\frac {1}{\lambda }}\right)={\frac {1}{\lambda _{0}\lambda }}(1-\cos \varphi )}
da cui:
{\displaystyle \Delta \lambda =\lambda -\lambda _{0}=\lambda _{c}\left(1-\cos \varphi \right)}
La differenza {\displaystyle \Delta \lambda } tra la lunghezza d'onda del fotone dopo l'urto {\displaystyle \lambda } e quella del fotone incidente {\displaystyle \lambda _{0}}, è detto Spostamento Compton, e indica di quanto cambia la lunghezza d'onda del fotone diffuso, rispetto a quella del fotone incidente, in seguito all'interazione con la particella. Lo spostamento è tanto maggiore quanto è più ampio l'angolo di diffusione φ.
mentre:
{\displaystyle \lambda _{c}={\frac {h}{m_{0}c}}}
è la lunghezza d'onda Compton; il suo valore approssimato, nel caso che la particella di massa {\displaystyle m_{0}} sia un elettrone, è 2,43 · 10−12 m.
Come si può osservare facilmente, sostituendo {\displaystyle \lambda _{c}=c/\nu _{c}}, la lunghezza d'onda Compton di una particella è equivalente alla lunghezza d'onda di un fotone la cui energia è la stessa della massa a riposo della particella, infatti
{\displaystyle h\nu _{c}=m_{0}c^{2}}.
È stato grazie all'interpretazione di questo esperimento che ha avuto inizio il dibattito sulla dualità onda-particella.

## Effetto Compton inverso
L'effetto Compton inverso si realizza quando l'energia del fotone è molto più piccola di quella dell'elettrone, ad esempio un elettrone di altissima energia dei raggi cosmici che interagisce con un fotone della radiazione cosmica di fondo.
Il processo è importante poiché è un metodo per generare fasci di fotoni ad alta energia (centinaia di MeV).